# Quercus baronii
Quercus baronii är en bokväxtart som beskrevs av Sidney Alfred Skan. Quercus baronii ingår i släktet ekar, och familjen bokväxter. Inga underarter finns listade.